# Acinopterus inornatus
Acinopterus inornatus är en insektsart som beskrevs av Baker 1895. Acinopterus inornatus ingår i släktet Acinopterus och familjen dvärgstritar. Inga underarter finns listade i Catalogue of Life.